# Agapetus anuragoda
Agapetus anuragoda är en nattsländeart som beskrevs av Schmid 1958. Agapetus anuragoda ingår i släktet Agapetus och familjen stenhusnattsländor. Inga underarter finns listade i Catalogue of Life.